# Liste der diplomatischen Vertretungen in Luxemburg

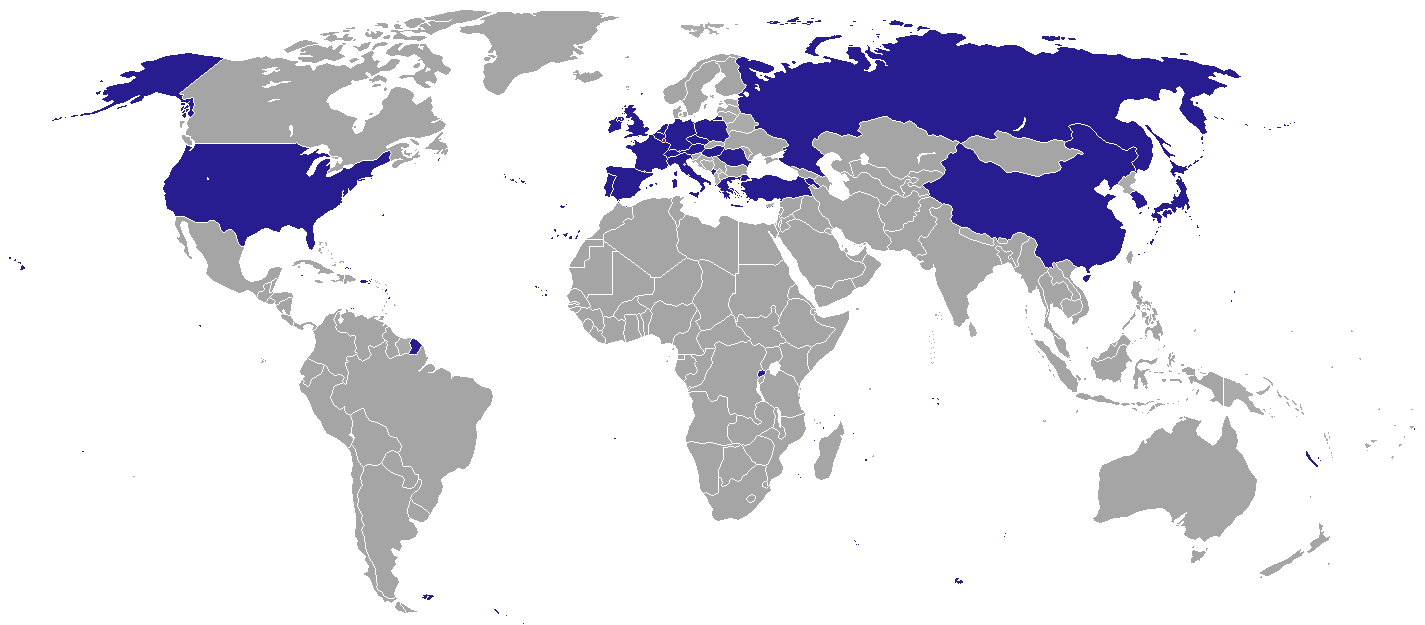
Diplomatischen Vertretungen in Luxemburg

Dies ist eine Liste der diplomatischen Vertretungen im Grossherzogtum Luxemburg.

## Botschaften

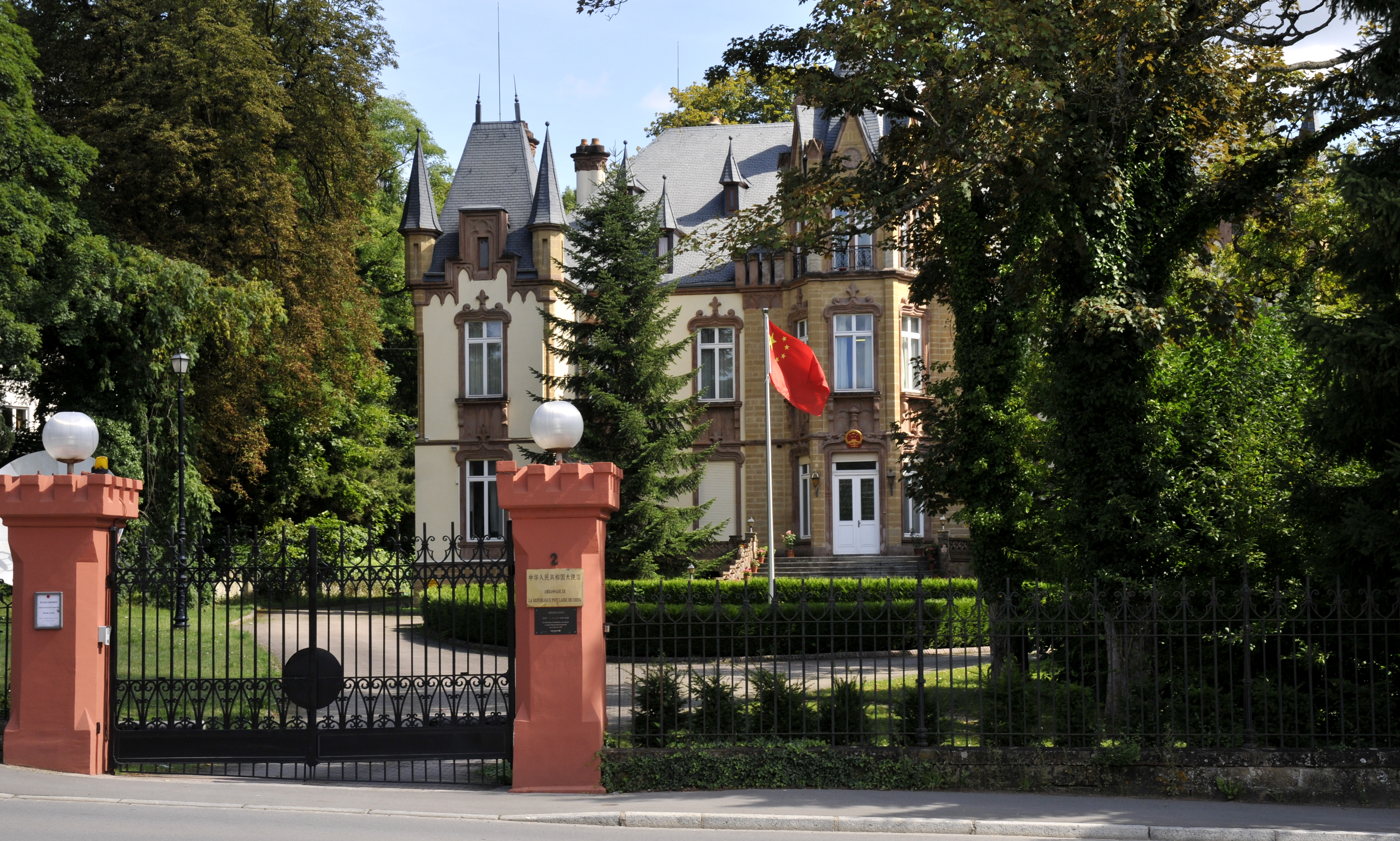
Chinesische Botschaft in Dommeldingen

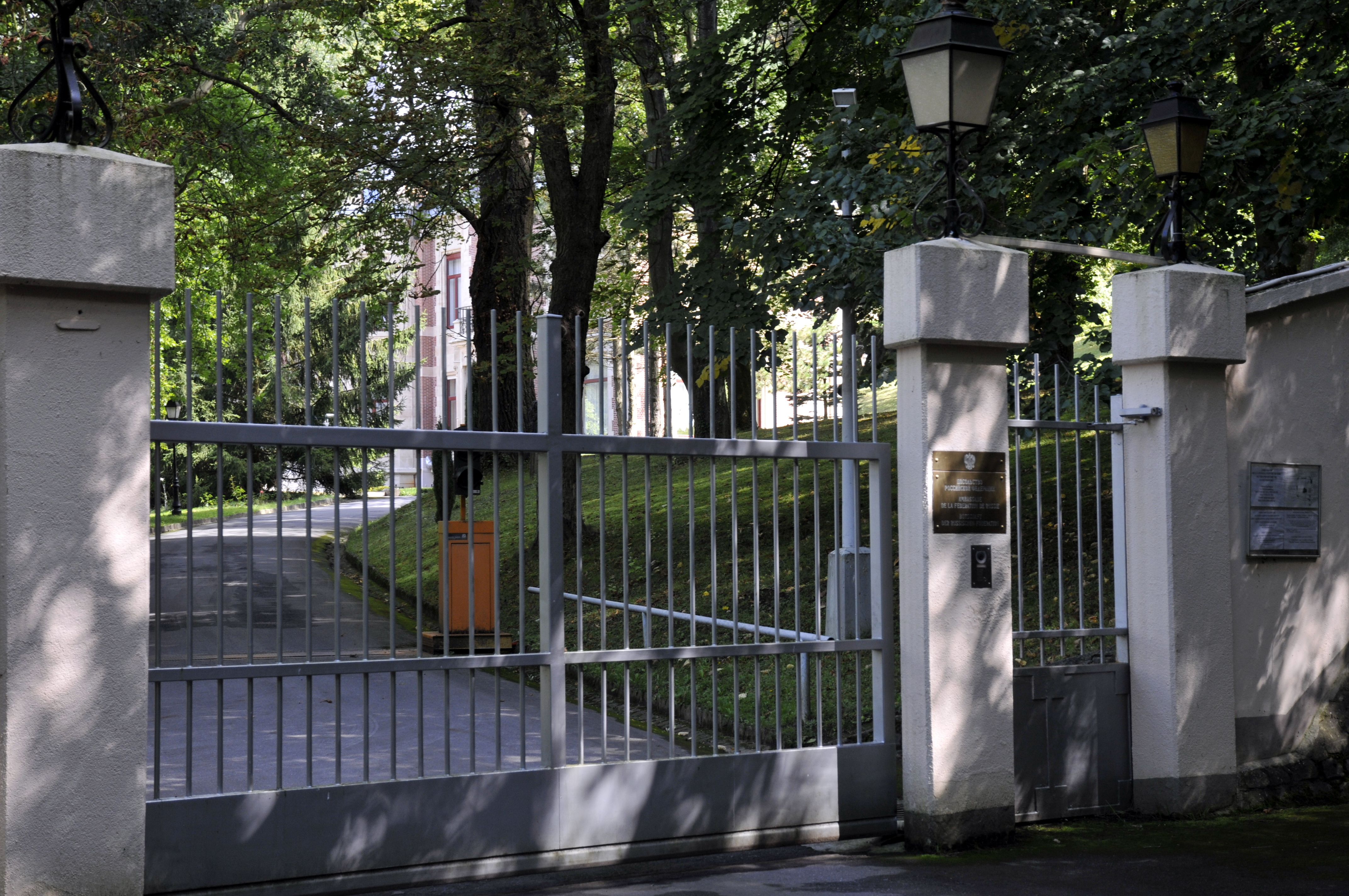
Russische Botschaft im Beggener Schloss

| - Belgien - Volksrepublik China - Deutschland - Frankreich - Griechenland - Irland - Italien | - Japan - Kap Verde - Niederlande - Österreich - Polen - Portugal - Rumänien - Russland | - Spanien - Schweiz - Tschechien - Türkei - Ungarn - Vereinigtes Königreich - Vereinigte Staaten |

## Konsulate
- Indonesien (Steinsel)
- Italien (Esch an der Alzette)